# Tegensector

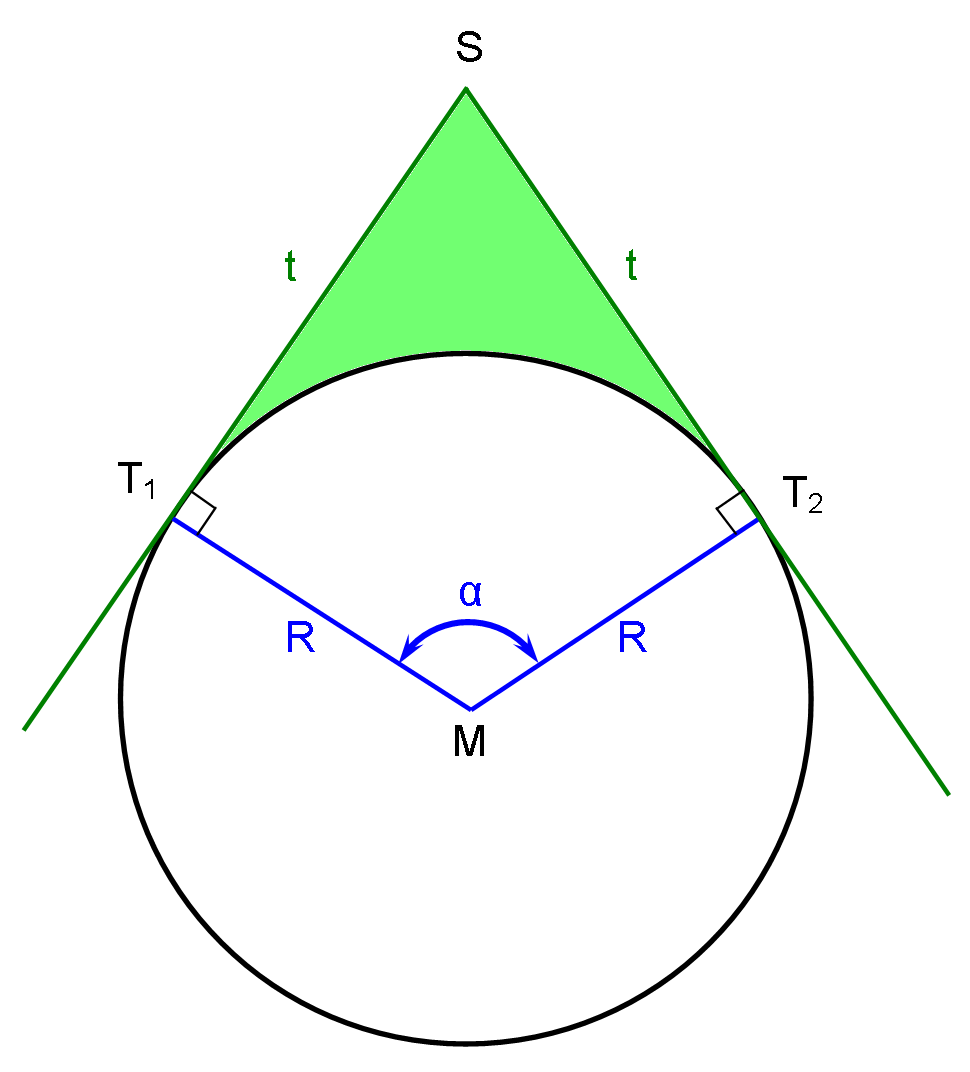
Figuur 1. De tegensector van een cirkel ligt tegenover de cirkelsector

Een tegensector in de meetkunde is het gebied dat wordt ingesloten door een cirkelboog en twee elkaar snijdende raaklijnen aan weerszijden van die cirkelboog (zie figuur 1). Bij evenwijdige raaklijnen is er geen snijpunt en kan de tegensector niet bestaan.
Als van een willekeurige cirkel de straal van de cirkelboog en de middelpuntshoek tussen beide raakpunten aan de cirkel bekend zijn, dan is daarmee de vorm en grootte van de tegensector eenduidig vastgelegd.

## Afmetingen
- De lengte van de benen van de tegensector wordt wel de tangentlengte genoemd. Dat is de afstand tussen het raakpunt T van de lijn aan de cirkel en het snijpunt S van beide raaklijnen. Beide tangentlengtes zijn altijd gelijk. Voor de tangentlengte geldt:

{\displaystyle t=R\cdot \tan({\tfrac {1}{2}}\alpha )}
- De kortste afstand tussen de cirkelboog en het snijpunt der raaklijnen wordt contrapijl of tegenpijl genoemd.
- Voor de hoek tussen de raaklijnen onderling geldt:

{\displaystyle \beta =\pi -\alpha _{[rad]}=180_{[deg]}-\alpha _{[deg]}=200_{[grad]}-\alpha _{[grad]}}
met {\displaystyle \alpha } in resp. radialen, booggraden en gon.

## Oppervlakte
De oppervlakte van een willekeurige tegensector is het verschil tussen de oppervlakte van de vierhoek {\displaystyle S-T_{1}-M-T_{2}} en de cirkelsector {\displaystyle T_{1}-M-T_{2}}:
{\displaystyle A=R^{2}\left(\tan({\tfrac {1}{2}}\alpha _{[rad]})-{\tfrac {1}{2}}\alpha _{[rad]}\right)=R^{2}\left(\tan({\tfrac {1}{2}}\alpha _{[deg]})-{\frac {\pi \alpha _{[deg]}}{360}}\right)=R^{2}\left(\tan({\tfrac {1}{2}}\alpha _{[grad]})-{\frac {\pi \alpha _{[grad]}}{400}}\right)}
met R de straal van de cirkelboog en {\displaystyle \alpha } de middelpuntshoek in de drie meest gangbare hoekeenheden.

## Toepassing
De tegensector is een geometrisch figuur dat vooral in de landmeetkunde werd gebruikt voor het berekenen van de oppervlakte van kadastrale percelen waarvan de grens is opgebouwd uit één of meer cirkelbogen. Sinds de invoering van CAD-computerprogramma's gebeurt de oppervlaktebepaling volautomatisch en wordt het handmatig berekenen van oppervlaktes van percelen nog weinig gebruikt.